# McAlpine Locks and Dam

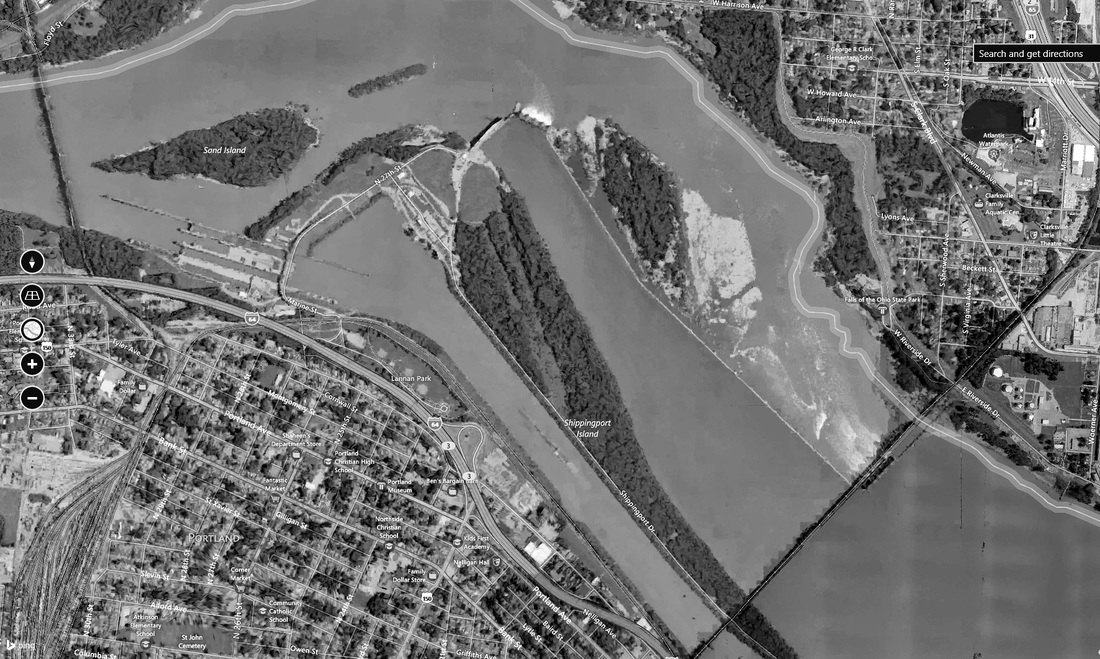
McAlpine Locks und Dam:
links – die Schleusen mit zuführendem Schifffahrtskanal,
rechtes Kanalufer – die Hafeninsel,
am unteren Ende der Hafeninsel – Hafen (links) und linker Dammteil und Wasserkraftwerk (rechts),
diagonal – den Ohio teilender Dammteil,
rechts – rechter Dammteil (direkt neben Eisenbahnbrücke Fourteenth Street Bridge);
linke obere Ecke – Eisenbahnbrücke Kentucky and Indiana Terminal Bridge

McAlpine Locks und Dam ist die zusammenfassende Bezeichnung für die wassertechnischen Bauwerke am Ohio River in den  USA im Bereich seiner zwischen Louisville/Kentucky (links)  und Jefferson/Indiana (rechts)  befindlichen Stromschnellen. Außer zwei Schiffsschleusen (maximale Fallhöhe 7,9 m) mit am  linken Flussufer errichtetem, etwa 2,5 km langen Kanal (Louisville and Portland Canal) und einem Staudamm gehört dazu ein Wasserkraftwerk (Leistung etwa 108 MW). Der vom linken Ufer ausgehende Damm wendet sich beim Kraftwerk in etwa  Flussmitte nach stromaufwärts und erst nach etwa 2 km zurück bzw. zum rechten Ufer. Der linke Teil der Stromschnellen wird überstaut, während ihr fast gesamter rechter Teil in ursprünglichem Zustand belassen ist. Der am rechten Ufer befindliche Dammteil enthält einige Segmentwehre, die bei Hochwasser geöffnet werden können, wonach das verbliebene, meistens wenig Wasser führende Gebiet der Stromschnellen wieder überströmt wird.  Die gesamte Länge des Staus reicht über mehr als  110 km flussaufwärts bis zu den  Markland Locks and Dam.
Alles öffentliche Land im Gebiet des McAlpine project wurde zu einer Wildlife Conservation Area erklärt. Der nicht überstaute Teil der Stromschnellen ist zusätzlich als State Park unter besonderen Schutz gestellt. Er heißt Falls of the Ohio State Park. Das Flussbett besteht aus im Devon abgelagertem, zahlreiche Fossilien enthaltendem  Kalkstein. Die frei gelegten Fossillagerstätten  (fossil beds) können bei Niedrigwasser besichtigt werden.

## Geschichte
Der Name McAlpine Locks and Dam wird erst seit 1960 gebraucht. Er wurde zu Ehren von William H. McAlpine gewählt, der während des Ersten Weltkrieges District Engineer in  Louisville war und später im Büro des Chief of Engineers in Washington, D.C. arbeitete. Vorher hieß das Projekt Lock and Dam No. 41 innerhalb des Ohio river navigation systems.
Die Stromschnellen bei Louisville sind die einzigen im Ohio River. Da sie nur bei Hochwasser und unter Gefahren schiffbar waren, wurden zu ihrer Umgehung in den 1830er Jahren der Luisville and Portland Canal und drei untereinander parallele Schiffsschleusen gebaut. Beides wurde in der Folgezeit mehrmals ausgebaut. 1961 bekam  der Kanal seine heutige Breite von 152 m und die erste der beiden heutigen 366 m langen Schleusen. Die zweite kam 2009 hinzu, wobei die alte dritte Schleuse wegen Platzmangel in der Breite entfernt wurde: die beiden großen Schleusen sind je 33,5 m breit.

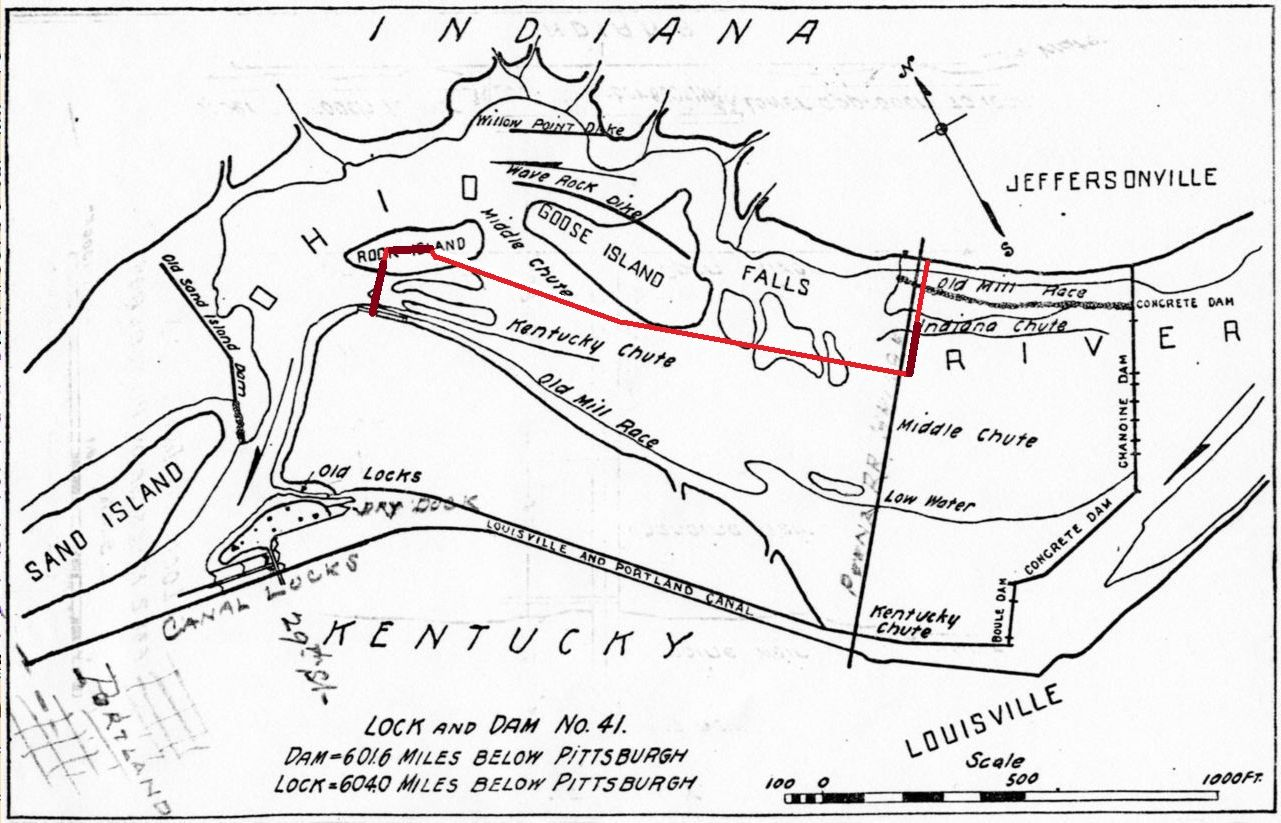
Gebiet der Ohio-Stromschnellen mit oberhalb befindlichem Damm, 1910;
Nachtrag in rot: heutiger Damm (Ablass-Wehre in dunkelrot)

Damit im Kanal auch bei Trockenheit genügend Wasser fließt, musste der Ohio River abgedämmt werden.  Erste Dämme wurden oberhalb der Stromschnellen gebaut. Der 1910 erbaute Damm (siehe nebenstehende Abbildung) mit bei Hochwasser ablegbaren Platten (chanoine dam (auch beartrap dam), ähnlich einem wicket dam) erlaubte zudem die Schifffahrt oberhalb des Dammes jederzeit bis Madison für 2,7 m Tiefgang. 1925 bis 27 wurde dieser Damm durch einen die Stromschnellen im Zickzack querenden Damm ersetzt. Er wurde zum Teil am unteren Ende der Stromschnellen angelegt, um die gesamte Fallhöhe der Stromschnellen für ein dort eingefügtes Wasserkraftwerk nutzen zu können.   Sein mittlerer Teil bestand teilweise weiterhin aus ablegbaren Platten, die 1961 bis 64 aber zugunsten eines komplett fixen Damms entfernt wurden. Für das Ablassen des Hochwassers wurden zusätzlich fünf Segmentwehre in den rechten Dammteil eingefügt (bisher vorhandene und weiter benutzte Ablässe neben und durch das Kraftwerk). Die parallel zum Dammteil mit diesen Segmentwehren bestehende Eisenbahnbrücke (Fourteenth Street Bridge) war schon 1870 über die damals noch vollständig sichtbaren Stromschnellen hinweg fertiggestellt worden.
1981 etablierte der U.S. Congress die Falls of the Ohio National Wildlife Conservation Area. Sie enthält alle Gewässer an der Grenze zwischen Indiana und Kentucky, inkl. die Inseln, die verbliebenen Stromschnellen (fossil bed), den Kanal, die Schleusen und den Damm. Obere und untere Grenzen sind etwa die beiden Eisenbahnbrücken (Fourteenth Street Bridge und Kentucky and Indiana Terminal Bridge). Ihre Größe ist  ca. 567 Hektar. Der als State Park seit 1990 besonders geschützte Teil davon ist 89 Hektar groß.